# Aeroportul Furnace Creek
Aeroportul Furnace Creek (IATA: DTH, FAA LID: L06) este un aeroport din California, Statele Unite ale Americii. Aeroportul a fost tranzitat în 2019 de 22 de pasageri.
Situat la o altitudine de −64 m, aeroportul dispune de 1 pistă. Este operat de Departamentul de Interne al Statelor Unite⁠(d).

## Infrastructură

### Piste
Aeroportul dispune de o singură pistă. Pista 15/33 are suprafața de asfalt și dimensiunile 3.065 picioare × 70 picioare. 